# Jerzy Kosiński
Jerzy Kosiński (poloneză: [ˈjɛʐɨ kɔˈɕij̃skʲi]; n. 14 iunie 1933, Łódź, Polonia – d. 3 mai 1991, New York City, New York, SUA), născut Józef Lewinkopf, a fost un romancier polonezo-american și de două ori președinte al filialei americane a PEN International. Kosiński  a scris cel mai mult în limba engleză. Născut în Polonia, a supraviețuit celui de-al doilea război mondial și, în tinerețe, a emigrat în Statele Unite, unde a devenit cetățean american.
A fost cunoscut pentru diferite romane, printre care Being There (Un grădinar face carieră, 1970) și The Painted Bird (1965), acestea au fost adaptate ca filme în 1979 și, respectiv, 2019.
Romanele lui Kosiński au apărut pe lista The New York Times a celor mai bine vândute publicații și au fost traduse în peste 30 de limbi, vânzările totale fiind estimate la 70 de milioane de dolari americani în 1991.
Steps (1968), un roman care cuprinde zeci de povestiri vag conectate, a câștigat National Book Award for Fiction.
Potrivit lui Eliot Weinberger, scriitor, eseist, editor și traducător american, Kosiński nu este autorul romanului The Painted Bird. Weinberger a susținut în cartea sa din 2000 Karmic Traces că Jerzy Kosiński nu vorbea fluent limba engleză în momentul scrierii acestui roman.

## Lucrări scrise
- The Future Is Ours, Comrade: Conversations with the Russians (1960), publicată sub pseudonimul "Joseph Novak"
- No Third Path (1962), publicată sub pseudonimul "Joseph Novak"
- The Painted Bird (1965)
- The Art of the Self: Essays à propos Steps (1968)
- Steps (1968)
- Being There (1970)
- By Jerzy Kosinski: Packaged Passion. (1973)
- The Devil Tree (1973, revizuită & extinsă în 1982)
- Cockpit (1975)
- Blind Date (1977)
- Passion Play (1979)
- Pinball (1982)
- The Hermit of 69th Street (1988)
- Passing By: Selected Essays, 1962–1991 (1992)
- Oral Pleasure: Kosinski as Storyteller (2012)

## Filmografie
- Being There (roman și scenariu, 1979)
- Reds (actor, 1981) - Grigory Zinoviev
- Statuia Libertății (1985) - El însuși
- Łódź Ghetto (1989) - Mordechai Chaim Rumkowski (voce)
- Religion, Inc. (actor, 1989) - Beggar
- Nabarvené ptáče (film) (2019, orig. Pasărea pictată)